# O Nascimento de uma Nação
The Birth of a Nation (prt/bra: O Nascimento de uma Nação) é um filme mudo estadunidense de 1915, dos gêneros drama histórico e guerra, dirigido por D. W. Griffith, com roteiro de Frank E. Woods e do próprio Griffith, baseado no romance "The Clansman: An Historical Romance of the Ku Klux Klan", de Thomas Dixon, Jr., publicado em 1905 e adaptado para o teatro no ano seguinte.
Lançado em 8 de fevereiro de 1915, o filme era originalmente apresentado em duas partes, separadas por um intervalo, e relata a vida de duas famílias durante a Guerra de Secessão (1861-1865) e a subsequente Reconstrução dos Estados Unidos (1865-1877): os Stonemans, nortistas pró-União, e os Camerons, sulistas pró-Confederação. O assassinato de Abraham Lincoln por John Wilkes Booth é dramatizado no filme.
A produção, assim como o diretor Griffith foram muito elogiados pelo cineasta russo Sergei Eisenstein no livro "A Forma do Filme", no capítulo "Dickens, Griffith e Nós", no qual compara a técnica de Griffith à do escritor Charles Dickens.
Apesar do enorme sucesso comercial, o longa foi altamente criticado por retratar os afro-americanos (interpretados por atores brancos com as caras pintadas de negro) como ignorantes e sexualmente agressivos em relação às mulheres brancas, e também por apresentar a Ku Klux Klan (cuja fundação original é romantizada) como uma força heroica. Os protestos contra "O Nascimento de uma Nação" foram generalizados, e o filme acabou banido de várias cidades. A queixa de que se tratava de um filme racista foi tão grande que inspirou D. W. Griffith a produzir "Intolerância" no ano seguinte.
Acredita-se que o lançamento do filme tenha sido um dos fatores do ressurgimento da Ku Klux Klan em Stone Mountain, na Geórgia, naquele mesmo ano; o filme seria usado pela Ku Klux Klan como ferramenta de recrutamento até meados da década de 1970.
Primeiro filme exibido na Casa Branca, "O Nascimento de uma Nação" é importante por suas inovações técnicas, embora tenha glorificado a escravatura e justificado a segregação racial, alinhado com o movimento denominado Lost Cause. Por outro lado, o filme garantiu o futuro dos longa-metragens e solidificou vários ícones da linguagem cinematográfica. Estreou em 8 de fevereiro de 1915, em Los Angeles, com o título de "The Clansman", rebatizado três meses depois, antes de estrear em Nova Iorque, como "O Nascimento de uma Nação", simbolizando que, antes da Guerra Civil, os Estados Unidos eram uma grande coalizão de estados antagonistas, e que a conquista do sul pelo norte finalmente fortaleceu a União.

## Enredo

### Parte 1: Guerra de Secessão
O filme retrata duas famílias opostas: os nortistas Stonemans – que consiste do congressista abolicionista Austin Stoneman (baseado em Thaddeus Stevens, congressista durante a Reconstrução), seus dois filhos e sua filha Elsie – e os sulistas Camerons – família formada por duas filhas (Margaret e Flora) e três filhos, sendo mais notável deles um rapaz chamado Ben.
O filme é apresentado em duas partes divididas por um intervalo. A primeira parte apresenta duas famílias pré-guerra: os abolicionistas do norte Stoneman, que consistem no congressista Austin Stoneman, seus dois filhos e sua filha Elsie; e os escravistas do sul Camerons, uma família que inclui duas filhas (Margaret e Dora) e três filhos, notavelmente Ben Cameron.

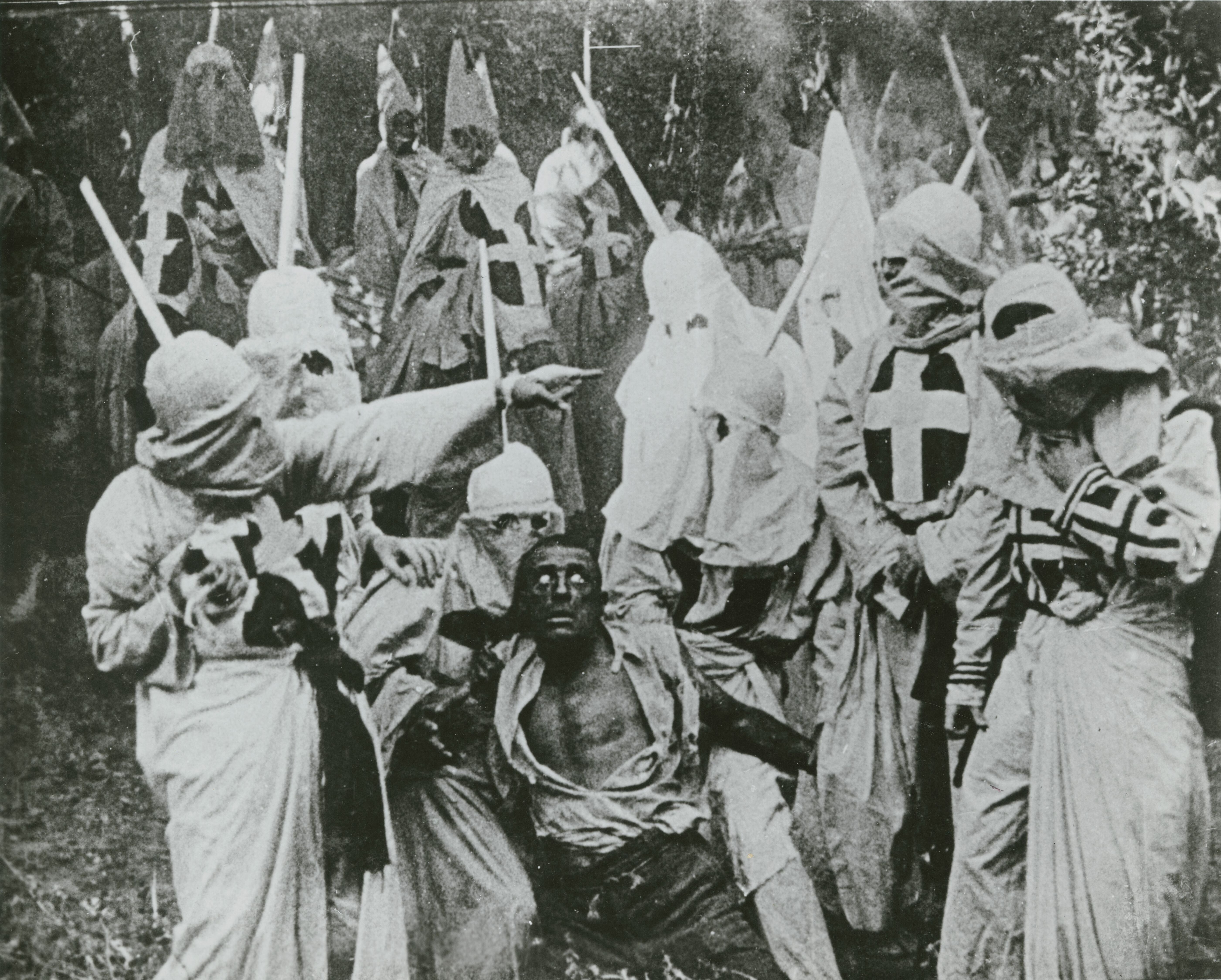
Encapuzados da Ku Klux Klan seguram Gus, um negro que o cineasta, de maneira estereotipada, descreveu como "um renegado, um produto das doutrinas imorais espalhadas pelos republicanos".

Os garotos da família Stoneman fazem uma visita aos Camerons na propriedade deles do sul. O mais velho dos garotos da família Stoneman se apaixona por Margaret Cameron, enquanto Ben Cameron idolatra uma fotografia de Elise Stoneman. Quando a Guerra de Secessão começa, os garotos unem-se a seus respectivos exércitos.
Uma milícia negra (liderada por um branco) saqueia a casa dos Camerons, e as garotas da família quase são estupradas antes de serem salvas por soldados confederados. Elsie leva a mãe dele, que havia viajado para Washington para cuidar do filho, até Abraham Lincoln. 
Lincoln é assassinado no Teatro Ford por um partidário da Confederação e, junto com ele, morre sua política conciliatória do pós-guerra. Austin Stoneman e outros congressistas radicais decidem punir o sul pela secessão, deixando-os com a difícil tarefa de reparar os danos causados pela guerra.

### Parte 2: Reconstrução
Em 1871, Austin Stoneman e seu protegido político, o mulato Silas Lynch, vão até o estado da Carolina do Sul para observarem pessoalmente a situação política do Sul.  Os membros da recém-eleita legislatura, em sua maioria negros, são mostrados em suas mesas na assembleia legislativa: um deputado tira os sapatos e coloca os pés para cima, enquanto outros comem e tomam bebida alcoólica. 
Enquanto isso, Ben Cameron, inspirado por crianças brincando de fantasmas, formula um plano para reverter a situação de perda de poder que os brancos sulistas estavam tendo devido à emancipação dos negros. Ele forma então a Ku Klux Klan, apesar de seu envolvimento no grupo deixar Elsie Stoneman enraivada. 

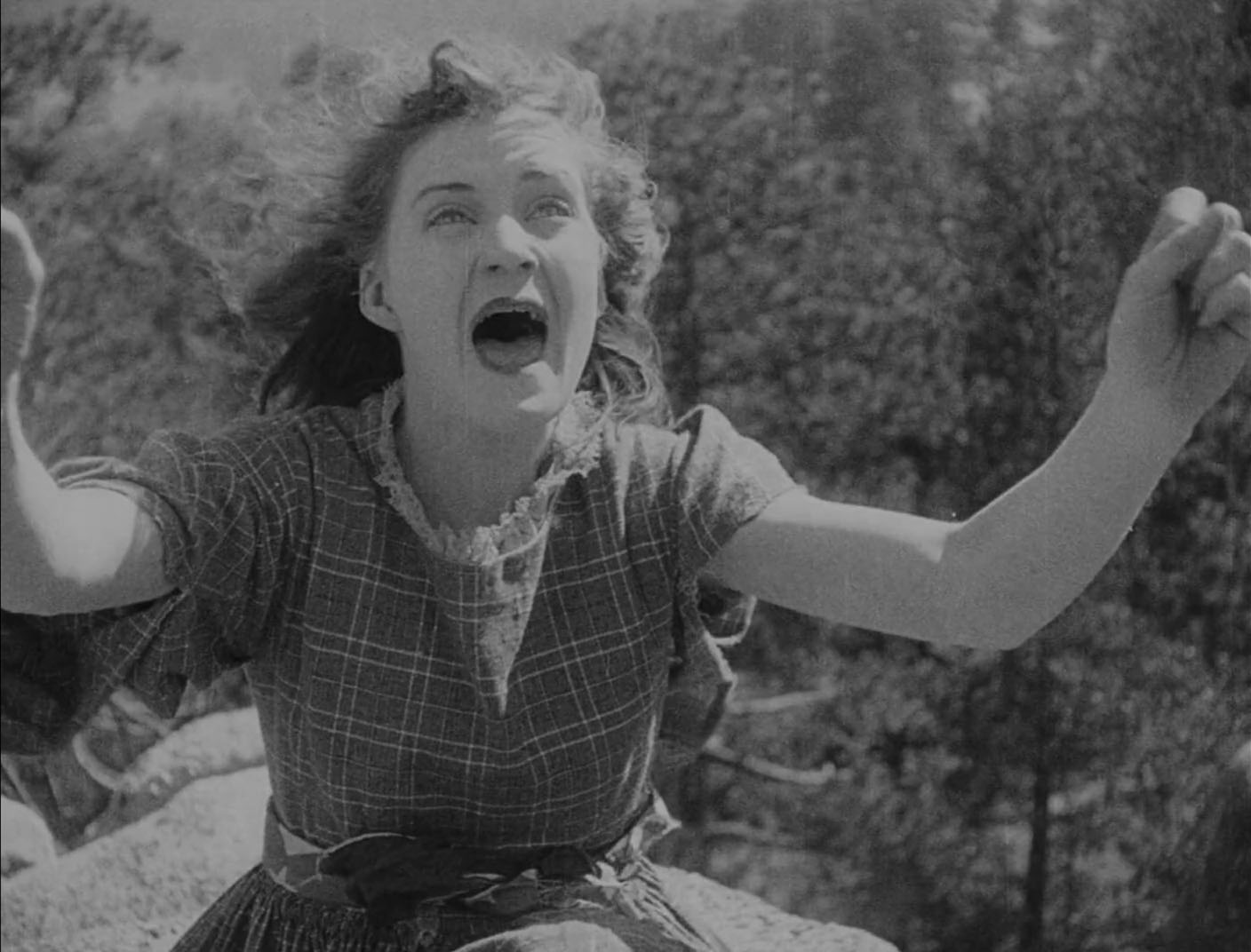
Flora corre em direção ao precipício para evitar que o negro Gus a toque.

Gus, um matador profissional, antigo escravo que sente atração sexual por mulheres brancas, segue Flora Cameron quando ela vai buscar água e a pede em casamento. Assustada, ela corre para a floresta, sendo perseguida por Gus. 
Em resposta, Lynch ordena que a KKK seja reprimida. O pai de Ben é preso por carregar a vestimenta da KKK do filho, um crime punível com a morte. Ben e seus seguidores resgatam-no da prisão, e os Camerons fogem. Quando o vagão deles quebra, se refugiam numa pequena cabana, lar de dois soldados da antiga União, que concordam em escondê-los. Segundo o intertítulo do filme, "os ex-inimigos do Norte e do Sul se unem novamente em defesa de seu direito de primogenitura ariana".
Enquanto isso, Austin Stoneman deixa a Carolina do Sul, por medo de ser ligado à repressão de Lynch. Elsie, ao saber da prisão do Dr. Cameron, vai pedir a Lynch que o liberte. Homens da KKK disfarçados ficam sabendo da situação de Elsie e partem em busca de reforços.
Os homens da Ku Klux Klan se reúnem com força total e, liderados por Ben, partem para recuperar o controle da cidade. Quando a notícia sobre Elsie chega até Ben, ele parte para resgatá-la. Lynch é capturado. 
Na eleição seguinte, os negros são impedidos de sair de casa para votar por homens armados. O filme termina com a lua de mel dupla de Phil Stoneman e Margaret Cameron e Ben Cameron e Elsie Stoneman. Um grupo de pessoas é mostrado sendo oprimido por uma figura guerreira gigante que desaparece gradualmente. 

## Elenco
- Lillian Gish como Elsie Stoneman
- Mae Marsh como Flora Cameron
- Henry B. Walthall como Coronel Ben Cameron
- Miriam Cooper como Margaret Cameron
- Ralph Lewis como Austin Stoneman
- George Siegmann como Silas Lynch
- Walter Long como Gus
- Robert Harron como Tod Stoneman
- Wallace Reid como Jeff
- Joseph Henabery como Abraham Lincoln
- Elmer Clifton como Phil Stoneman
- Josephine Crowell como Sra. Cameron
- Spottiswoode Aitken como Dr. Cameron
- George Beranger como Wade Cameron
- Maxfield Stanley como Duke Cameron
- Jennie Lee como Mammy
- Donald Crisp como General Ulysses S. Grant
- Howard Gaye como General Robert E. Lee

### Não-creditados
- Alma Rubens
- David Butler como Soldado da União / Soldado da Confederação
- John Ford como Membro da KKK
- Mary Alden como Lydia Brown
- Raoul Walsh como John Wilkes Booth
- Sam De Grasse como Senador Charles Sumner
- George Walsh

## Produção
"O Nascimento de uma Nação" foi pioneiro em várias técnicas como o close-up facial e a focalização profunda, que são consideradas fundamentais para a indústria atual de cinema. Também contém várias inovações cinemáticas, efeitos especiais e técnicas artísticas, incluindo uma sequência colorida no final. 
Quando Griffith começou a trabalhar em sua obra-prima, ele usou o livro "The Clansman", de Thomas Dixon, como base para o roteiro. Ele concordou em pagar US$ 10 000 pelos direitos autorais da obra, mas acabou ficando sem dinheiro e pôde pagar apenas US$2 500 do prometido. Foi então que ele ofereceu a Dixon 25% do lucro do filme nas bilheterias. 
O orçamento inicial do filme era de US$ 40 000, mas o filme acabou por custar US$ 110 000 (2 000 000 em valores atualizados para 2006). Como resultado, Griffith se pôs constantemente a procurar novas fontes de capital para terminar a produção de seu filme. Um tíquete para o filme custava o recorde de US$2 (36 em 2006).
Também vale notar que apesar do filme fazer uso de alguns atores afro-americanos, a maioria deles eram atores brancos com as caras pintadas de preto. Em particular, qualquer ator que iria fazer uma cena com uma atriz branca tinha que ser um ator branco com a cara pintada de preto. 
Engenheiros de West Point deram conselhos técnicos nas cenas de batalha da Guerra Civil e providenciaram armamento.

## Controvérsias
Atualmente, apenas a instituição Filmsite.org mantém o filme como um dos 100 maiores filmes feitos nos Estados Unidos. O "Guia Ilustrado Zahar Cinema", publicado pela Jorge Zahar Editor, no Brasil, em 2009, de autoria de Ronald Bergan, coloca "O Nascimento de Uma Nação" entre os 100 melhores filmes, e, em sua página 398, diz: "marco no desenvolvimento da história do cinema, é até hoje um dos filmes mais controversos. Às inovações anteriores de Griffith, cortes intercalados, closes, dissolução e fusões, aqui amadurecidos, juntou-se a integração de relato íntimo e sucessão de eventos históricos reconstruídos: o assassinato de Lincoln e grandes massas de soldados em batalha".

### Influências políticas separatistas
A mensagem passada pelo filme é que a Reconstrução dos Estados Unidos foi um desastre, que os afro-americanos nunca poderiam ser reintegrados na sociedade como iguais, e que as ações violentas da Ku Klux Klan são justificáveis para restabelecer um governo honesto, disse o historiador do cinema da Universidade de Houston Steven Mintz.
"O Nascimento de uma Nação" foi separatista. Protestos surgiram em Boston, Filadélfia e outras grandes cidades em resposta às distorções históricas contidas no filme, e o lançamento do filme foi negado em Chicago, Ohio, Denver, Pittsburgh, Saint Louis e Minneapolis. Foi dito que ele cria uma atmosfera que incentiva gangues de brancos a atacar negros. "Em Lafayette, Indiana, um homem branco matou um adolescente negro após ver o filme," foi reportado pela série ganhadora do prêmio Peabody The Rise and Fall of Jim Crow.
Décadas depois, sua influência destrutiva em influenciar o ódio racial não foi esquecida. Em 22 de fevereiro de 2000, em um artigo chamado "A Painful Present as Historians Confront a Nation's Bloody Past", a escritora do jornal escreveu no Los Angeles Times: "O final da primeira guerra trouxe uma crise econômica e a febre antivermelha que se estendeu para minorias e sindicatos. Apenas três anos antes, a defunta Ku Klux Klan voltou à vida com a ajuda do filme O Nascimento de uma Nação". 

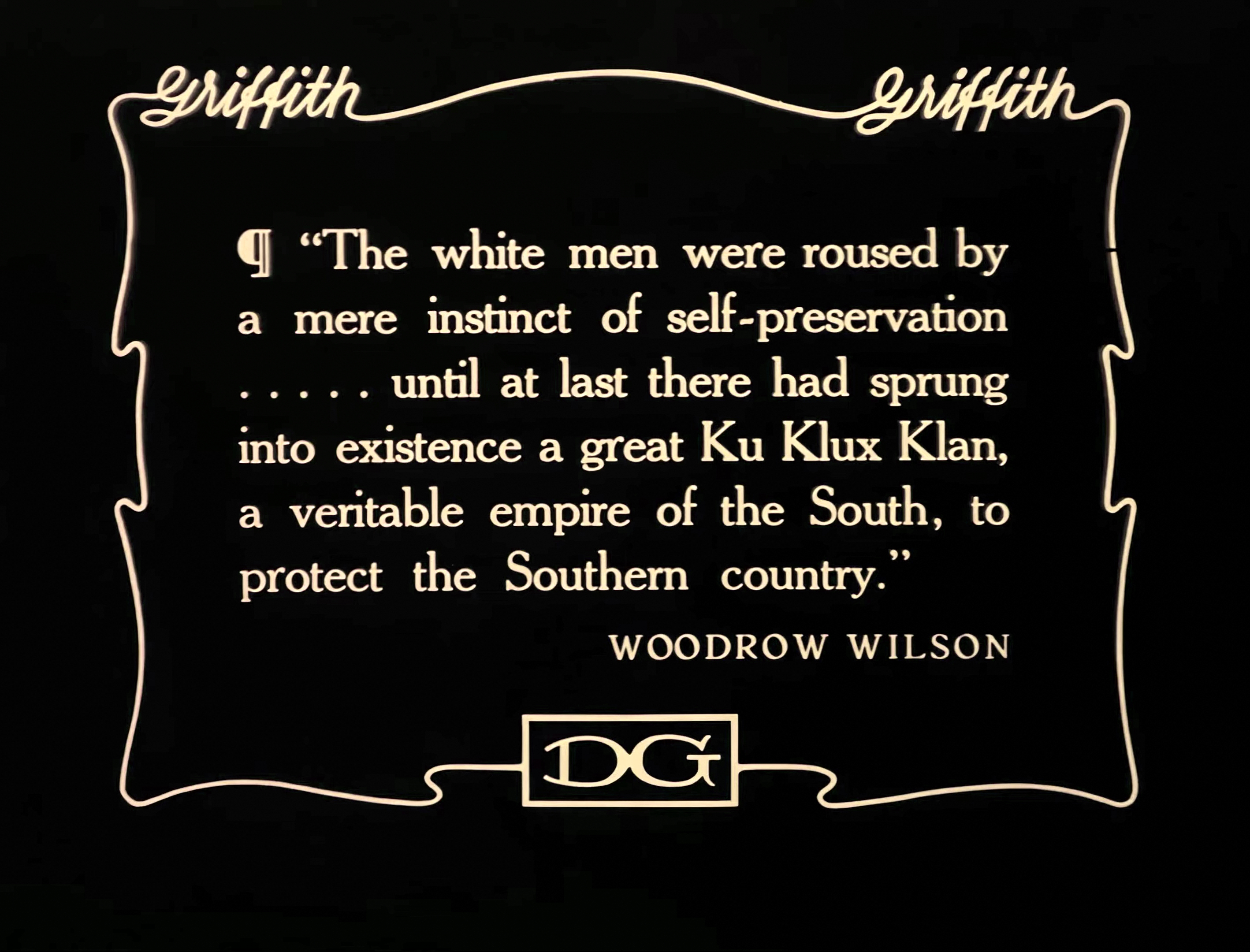
"Os homens brancos eram conduzidos por um mero instinto de autopreservação... até que finalmente surgiu a grande Ku Klux Klan, um verdadeiro império do Sul, para proteger o país sulista". Essa frase utilizada no filme foi retirada do livro "History of the American People", escrito pelo presidente Woodrow Wilson.

O livro "History of the American People", de Woodrow Wilson, é citado várias vezes no filme, que estreou na Casa Branca a convite do Presidente Wilson mas, após vê-lo, Wilson escreveu que não aprovava a "produção infeliz". O assessor de Wilson disse: "o presidente não tinha conhecimento da natureza do filme antes de apresentá-lo e em momento algum expressou sua aprovação". No entanto, Wilson repetiu mostras privadas do filme na Casa Branca.